# Municipio de Puerto Barrios
Municipio de Puerto Barrios är en kommun i Guatemala.   Den ligger i departementet Departamento de Izabal, i den östra delen av landet, 240 km nordost om huvudstaden Guatemala City. Antalet invånare är 40 900.
Följande samhällen finns i Municipio de Puerto Barrios:
- Puerto Barrios